# Vanadi(III) oxide
Vanadi(III) Oxide là một hợp chất vô cơ có công thức hóa học V2O3. Nó là chất rắn màu đen được điều chế bằng cách khử V2O5 với hydro hoặc cacbon monOxide. Nó là một Oxide base hòa tan trong axit tạo ra các dung dịch phức vanadi(III). V2O3 có cấu trúc corundum. Nó phản sắt từ với nhiệt độ tới hạn là 160 K. Ở nhiệt độ này có sự thay đổi đột ngột từ dẫn điện sang cách điện.
Khi tiếp xúc với không khí, nó dần dần chuyển thành VO2 màu xanh chàm.
Trong tự nhiên, nó xuất hiện dưới dạng khoáng vật hiếm karelianit.